# بخش سان خوستو (سانتافه)
بخش سان خوستو (به اسپانیایی: Departamento San Justo) یک منطقهٔ مسکونی در آرژانتین است که در استان سانتافه واقع شده‌است. بخش سان خوستو ۵٬۵۷۵ کیلومتر مربع مساحت و ۴۰٬۳۷۹ نفر جمعیت دارد.